# جوسي أوتريانين
جوسي أوتريانين هو عداء فنلندي لمسافات طويلة. في الألعاب الأولمبية الصيفية 2012، تنافس في ماراثون الرجال، وحصل على المركز 69.